# Une jeune dame en 1866
La Femme au perroquet
Pour les articles homonymes, voir La Femme au perroquet.
Une jeune dame en 1866, dit aussi La Femme au perroquet,, est un tableau du peintre français Édouard Manet, daté de 1866. La toile représente le modèle préféré de l'artiste, Victorine Meurent, vêtue d'un déshabillé rose, tenant à la main un petit bouquet de violettes et accompagnée d'un perroquet.

## Lieu de conservation
Ce tableau est conservé au Metropolitan Museum of Art de New York, aux États-Unis.

## Œuvre homonyme
Un tableau de Gustave Courbet, peint la même année, s'intitule aussi La Femme au perroquet, mais il s'agit d'un nu. Il est également conservé au Metropolitan Museum of Art de New York.
Un autre tableau intitulé La Femme à la perruche (en), peint par Renoir en 1871, se trouve également à New York, mais au musée Solomon R. Guggenheim.

## Réception
L'œuvre est présentée au public à Paris, avenue de l'Alma, dans une exposition intitulée « Tableaux de M. Édouard Manet » en mai 1867. Dans le catalogue, sous le numéro 15, elle est intitulée Jeune dame en 1866.
Au Salon de 1868, l'œuvre qui, en raison du style réaliste et de la présence du perroquet, renvoyait au tableau de Gustave Courbet qui avait fait scandale deux ans plus tôt, fut très décriée. Par dérision, le tableau de Manet, initialement appelé La Femme en rose puis exposé sous le titre Une jeune dame ou Jeune femme en 1866, fut nommé par le public La Femme au perroquet.
C'est le premier tableau de Manet à entrer dans une collection muséale, en même temps que L'Enfant à l'épée.

## Propriétaires successifs
Le Metropolitan Museum of Art renseigne les propriétaires successifs de la toile : 
- en janvier 1872, Manet vend la toile au marchand d'art Durand-Ruel au prix de 1 500 francs ;
- en 1877, Durand-Ruel la vend 2 000 ou 2 500 francs à Ernest Hoschedé, négociant en tissus, collectionneur et ami de Claude Monet ;
- Ernest Hoschedé la met en vente (catalogue no 44, sous le nom Femme au Perroquet) à l'hôtel Drouot ; elle est adjugée le 6 juin 1878 pour 700 francs à Henri Hecht ;
- l’œuvre se retrouve à nouveau chez Durand-Ruel qui la vend en 1881 à J. Alden Weir pour le compte d’Erwin Davis ;
- Erwin Davis la met en vente sous le nom Feeding the Parrot chez John Ortgies[a] (New York), les 19 et 20 mars 1889 (catalogue no 99), et la rachète pour 1 350 dollars ;
- Erwin Davis, par une lettre datée du 21 mars 1889, adressée au président de comité de peinture du Metropolitan Museum of Art, en fait don au musée (sous l'intitulé Feeding the Parrot), en même temps que deux autres peintures, Joan of Arc de Jules Bastien-Lepage, ainsi qu'une autre toile de Manet, Boy with a Sword (L'Enfant à l'épée)[7].